# Fantommatning

XLR kabelns signalledare. Stift 1, 2 och 3.

Fantommatning är en metod att överföra ström via signalkablar. Den är vanligast förekommande inom ljudtekniken, där kondensatormikrofoner får sin nödvändiga spänning (12-48 V) på detta sätt.
Termen 'fantommatning' kommer från det att likström skickas över ljudledningarna på ett "osynligt" sätt, alltså utan någon ytterligare kabel. Det finns tre varianter av fantommatning, som benämns P12, P24 och P48 vilket definieras i den internationella standarden IEC 61938:2013. De mikrofoner som behöver denna typ av strömförsörjning är främst kondensatormikrofoner men även vissa bandmikrofoner. De kräver inga interna batterier utan är designade för att direkt kunna bli påslagna via ett mixerbord till exempel, genom knappen för fantommatningsförsörjning.
Fantommatningen fungerar genom att förse en positiv likspänning på till exempel 48 V till båda ljudledarna (stift två och tre i en balanserad XLR-kabel) relativt signaljord (stift ett).

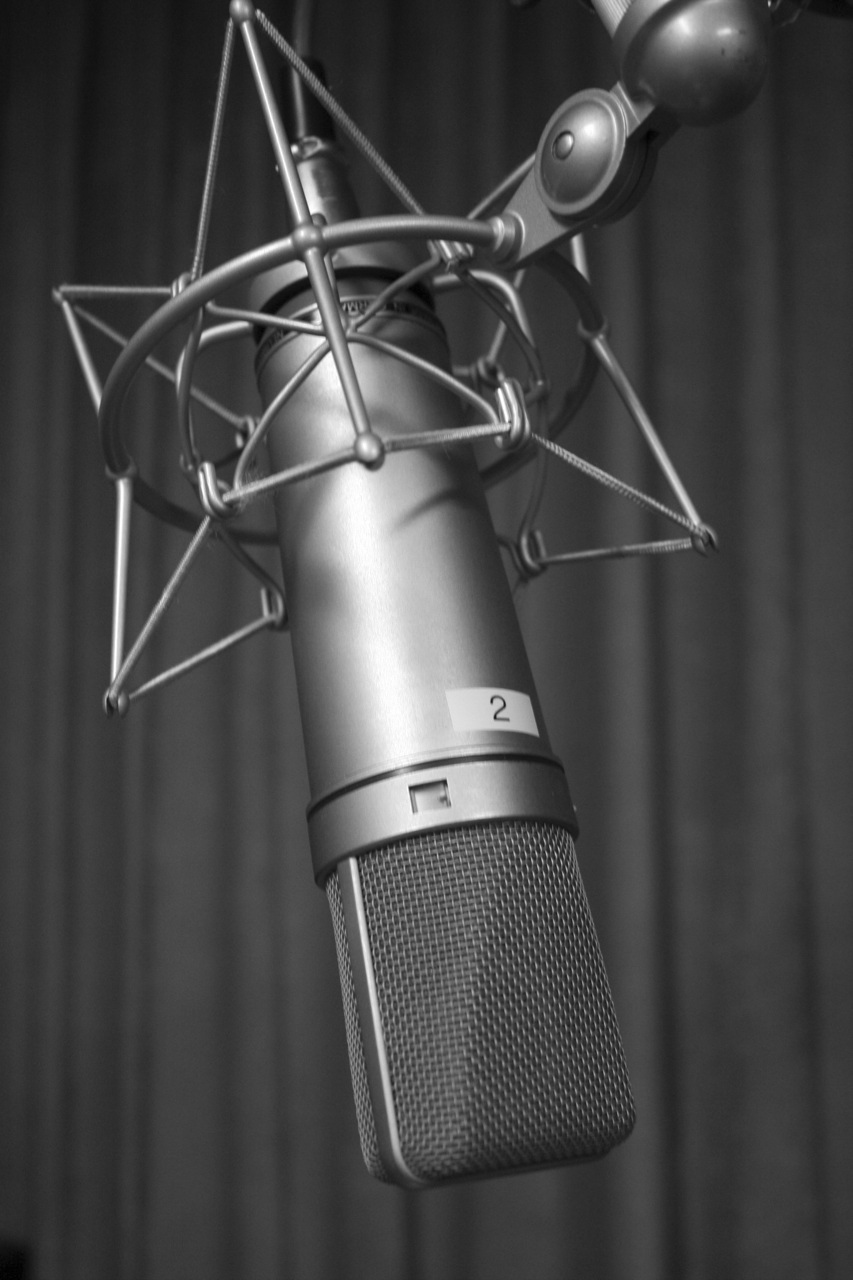
Sedvanlig kondensatormikrofon, typ Neumann U87.

I en balanserad ljudkrets bestäms ljudsignalen endast av spänningsskillnaden mellan stift två och tre. Eftersom fantommatningen ökar spänningen lika mycket på båda stiften, kommer fantomspänningen inte påverka ljudsignalen.

## Teknisk specifikation
Resistorerna som används för att ge strömförsörjning till signalledarna är 1/4 W resistorer med en +/-1% tolerans, de jobbar under dessa värden:
6,8 kΩ vid 48 V, 1,2 kΩ vid 24 V och 680 Ω vid 12 V spänning.
Dessutom för att mer exakt matcha spänningen måste dessa resistorer också förse en viss grad av strömisolering mellan andra mikrofoningångar på mixerbordet, detta utifall en signalledare skulle kortslutas till jord av misstag (vilket kan hända om en trasig XLR-kabel används), tanken är att det fortfarande ska kunna levereras ström till andra mikrofoner i systemet. Om två eller fler ingångar kortsluts däremot, så kan fantomspänningen sjunka till för låga nivåer och vissa av mikrofonerna blir oanvändbara.
De flesta moderna kondensatormikrofoner använder någon form av fälteffekttransistor för att minska påverkan på mikrofonens impedans. Dock använder ett ökat antal äldre modeller ett internt vakuumrör för att förstärka och förändra impedansen. Dessa mikrofoner är generellt eftertraktade av studior och samlare för deras "rörliknande" ljud, vilket är ett resultat av en harmonisk distorsion och  andra ljudkaraktäristiker som uppstår då rören används.

## Valmöjligheter
Med tanke på kondensatormikrofoner så är det speciellt viktigt att kunna förse strömspänning till elektroniken som är inbyggd innanför höljet. Dessutom kan man se behovet för polariserande spänning mellan membranet hos de många kondensatortyperna. Det skulle självklart vara olämpligt och eventuellt besvärligt att inkorporera fler ledningar till mikrofonkabeln för att strömförse den, så därför framtogs denna geniala metod. De existerande ledningarna i kabeln som också skickar ljudsignalen skulle kunna användas för att skicka den likström som behövs för att driva dessa kondensatormikrofoner - därav termen fantommatning, eftersom den osynligt skickas genom ljudledningarna. För övrigt, så hindrar detta system inte att en mikrofon som inte behöver fantommatning att kopplas in.
Det underlättar att, till exempel, en bandmikrofon kan kopplas in i samma ingång som en kondensatormikrofon utan att någon ström når den eftersom det inte finns något mittuttag på mikrofonens utgångstransformator. Därför är det helt ofarligt att koppla in andra typer av balanserade mikrofoner en sådan ingång. 6,8 kΩ resistorerna är nödvändiga för systemet eftersom om de skulle bytas ut mot två vanliga ledningar kopplade direkt till ljudingången, så skulle dessa ledningar kortsluta båda ingångarna och således skulle ingen ljudsignal kunna passera.
Först går strömmen genom bägge resistorerna samtidigt vilket gör dem likgiltiga. När det finns två sådana med samma resistans som är parallell kopplade kommer de att fungera på samma sätt som en enskild resistor av halva värdet. I detta fall skulle två stycken 6k8 resistorer kunna bli sedda som en enda 3k4 sett till hur 48 volt spänningen fungerar. Spänningsfallet över en resistor är resistansen multiplicerat med strömmen som går genom den. Ett exempel på detta kan vara: 3400 X 0.0005= 1,7 volt. Därpå mottar mikrofonen en spänning på 48 volt vilket ger 48-1,7= 46,3 volt. En mikrofon kan dra 4mA och spänningsfallet blir således 3400 X 0.004 = 13,6 volt. Därför kommer mikrofonen motta, 48-13,6 = 34,4 volt. Vanligen tar inte tillverkaren upp denna uträkning vid designandet av mikrofonen eftersom den totala voltstyrkan kommer vara tillräcklig vid 48 volt. Dock kan mycket svaga mikrofoner skapa brus vid små voltantal vilket kan kräva en tillsättning av externa interna batterier som gör att mikrofonen får en tillräcklig strömstyrka.

## Historia
År 1966 presenterade en tysk Neumann-ingenjör den senaste tekniken inom studiomikrofoner. Det var den första transistorbaserade kondensatormikrofonen vilket uppkom efter att NRK (Norsk rikskringkasting) begärde en mikrofon som kunde fantommatas. NRK hade nämligen redan ett extra elnät på 48 V i reserv i sina studior vilket de även kunde driva fantommatade mikrofoner med. Därefter spreds den nya tekniken och blev en tysk industristandard (DIN 45 596). Idag används främst den internationella standarden IEC 61938 (International Electrotechnical Commission) för spänning för kondensatormikrofoner.

### MIDI-fantommatning
December 1989 publicerade Craig Anderton en artikel i tidningen Electronic Musician magazine där han jobbade som redaktör. I artikeln föreslog han en idé om en standardiserad 12 V likströmsförsörjning till instrument och MIDI-enheter direkt över stift ett och tre i en vanlig MIDI-kabel. Trots att stift ett och tre är tekniskt sett reserverade för eventuella framtida förändringar i MIDI-protokollet har flera tillverkare och entusiaster börjat implementera MIDI fantommatning till sina studior och system.

## Alternativa strömförsörjningsmetoder
En annan form av strömförsörjning för kondensatormikrofoner som ibland förekommer är A-B Powering. I det här fallet är tillförs strömmen till en av ljudledningar via en resistor och vidare till mikrofonens elektronik via en annan resistor vid mikrofonens slut. Det finns en kondensator i centrum av lindningen av varje transformator. Eftersom en kondensator inte tillåter likström att passera, kommer den förhindra kortslutning via transformatorlindningarna. Den vanliga spänningen som används i detta system är 12 volt och används oftast i samband med filmljudinspelnings utrustning.